# Anticarsia lampea
Anticarsia lampea är en fjärilsart som beskrevs av Druce 1890. Anticarsia lampea ingår i släktet Anticarsia och familjen nattflyn. Inga underarter finns listade i Catalogue of Life.